# Sequoiadendron giganteum

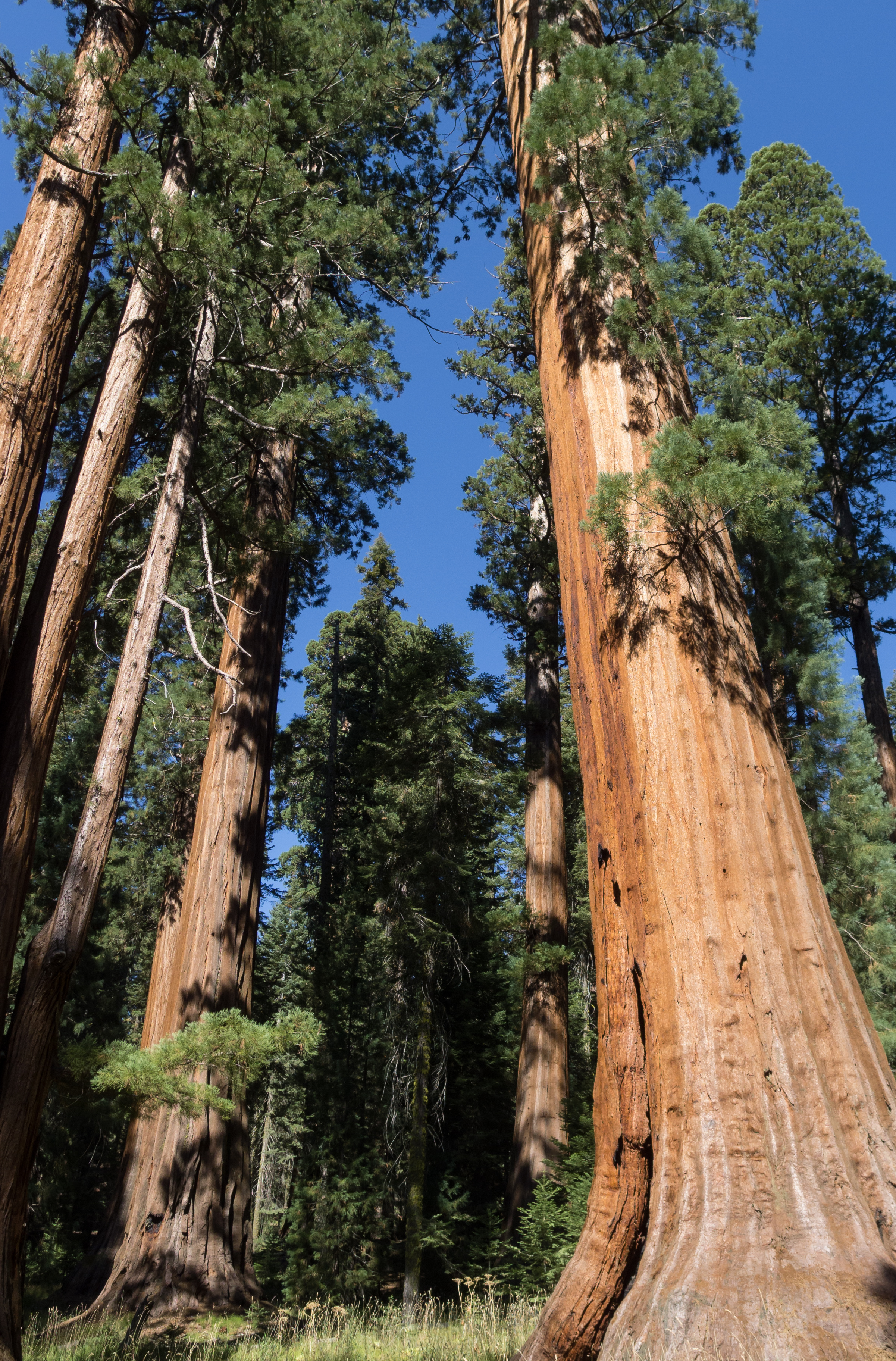
Sequoiadendron giganteum no Sequoia National Park.

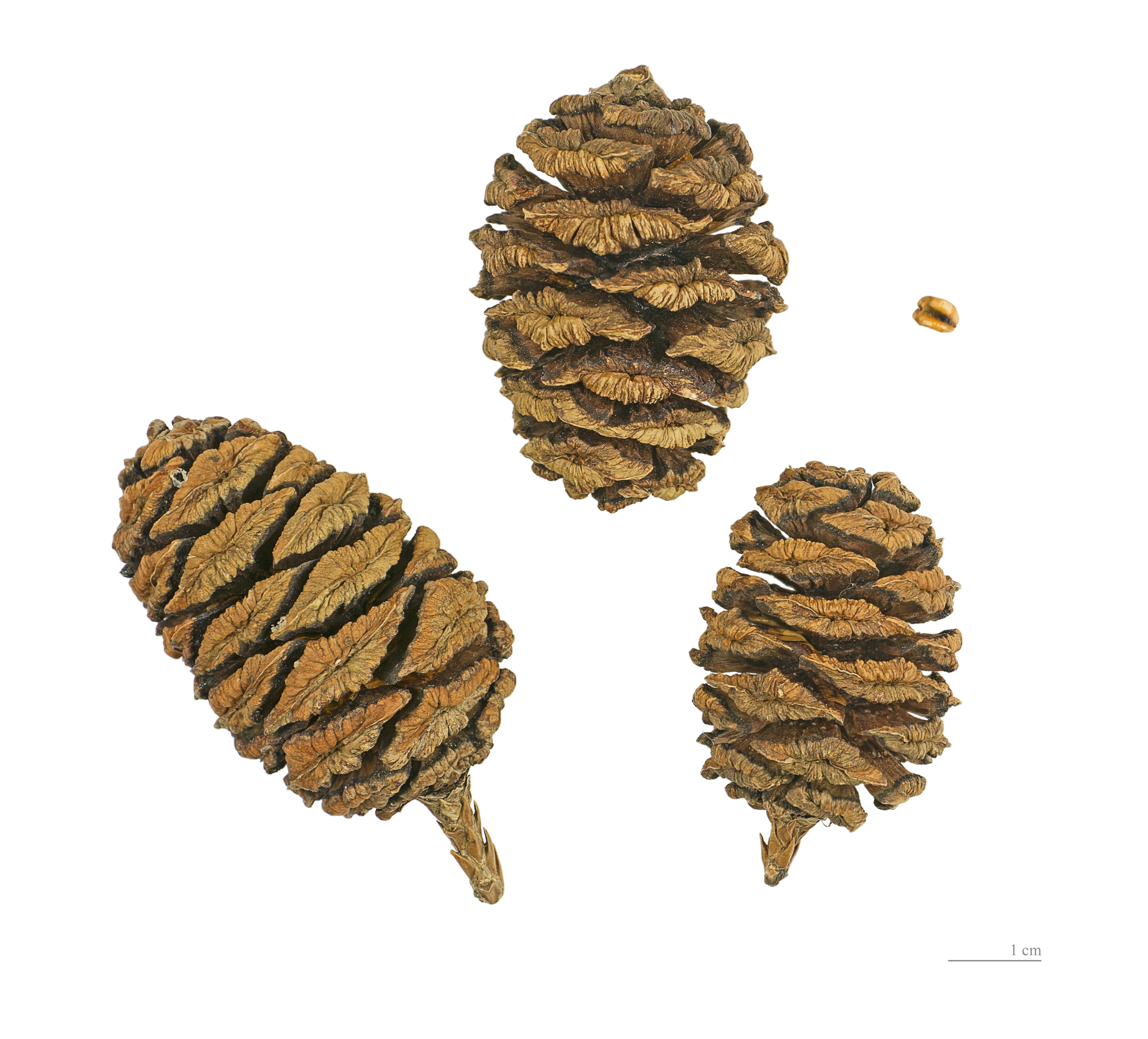
Sequoiadendron giganteum (pinhas e uma semente).

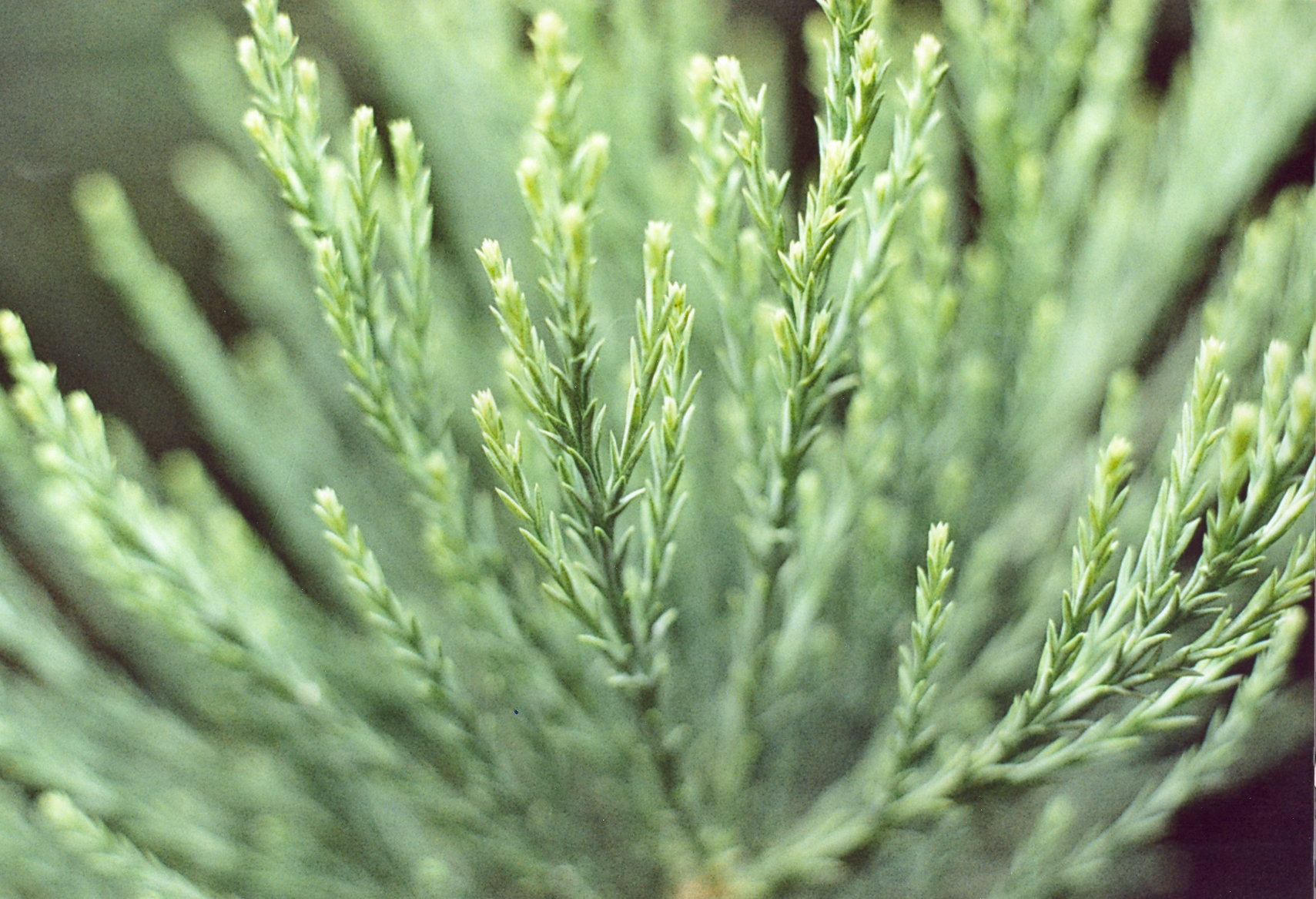
Folhas de S. giganteum.

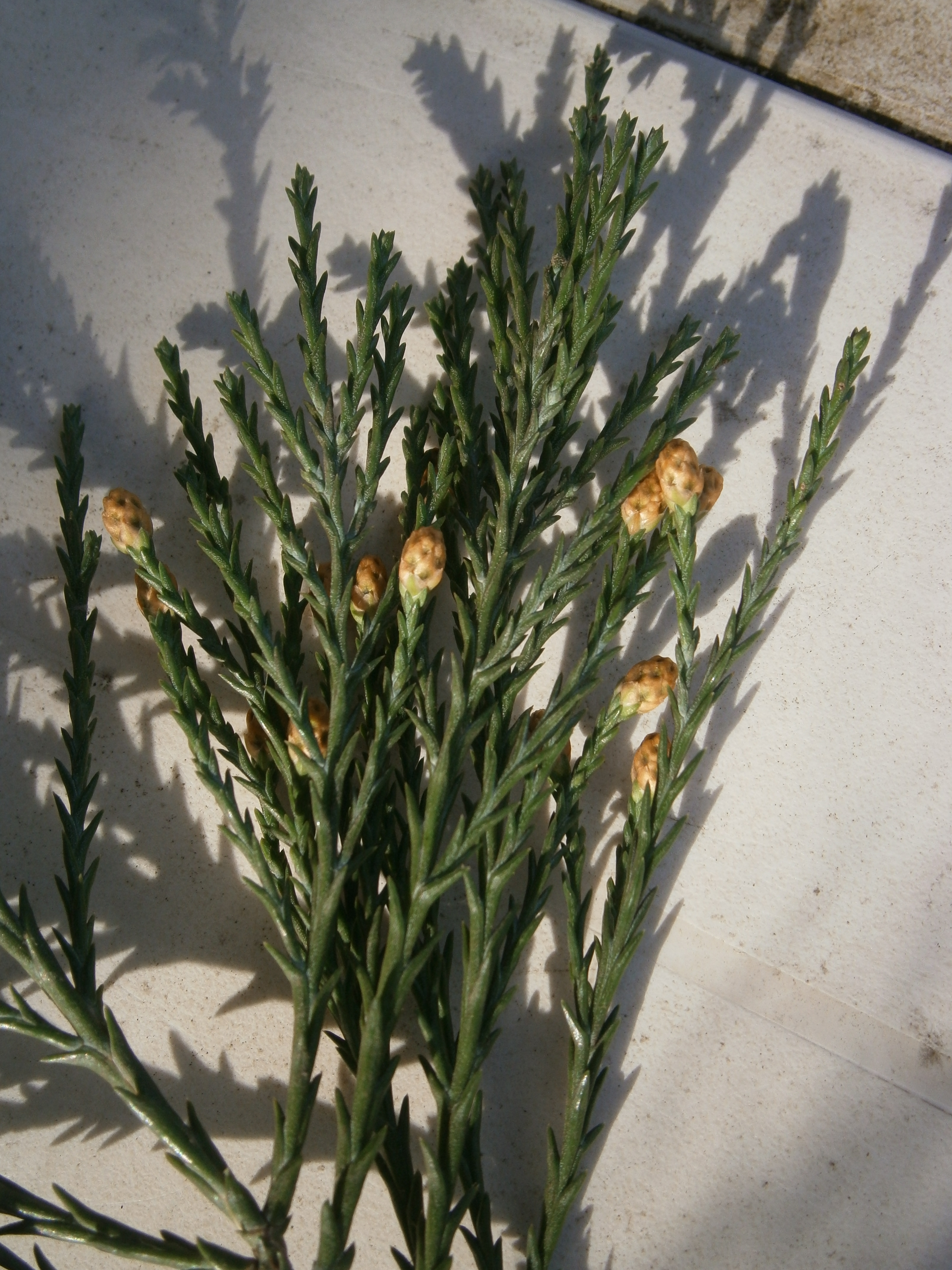
Folhas com cones masculinos fechados.

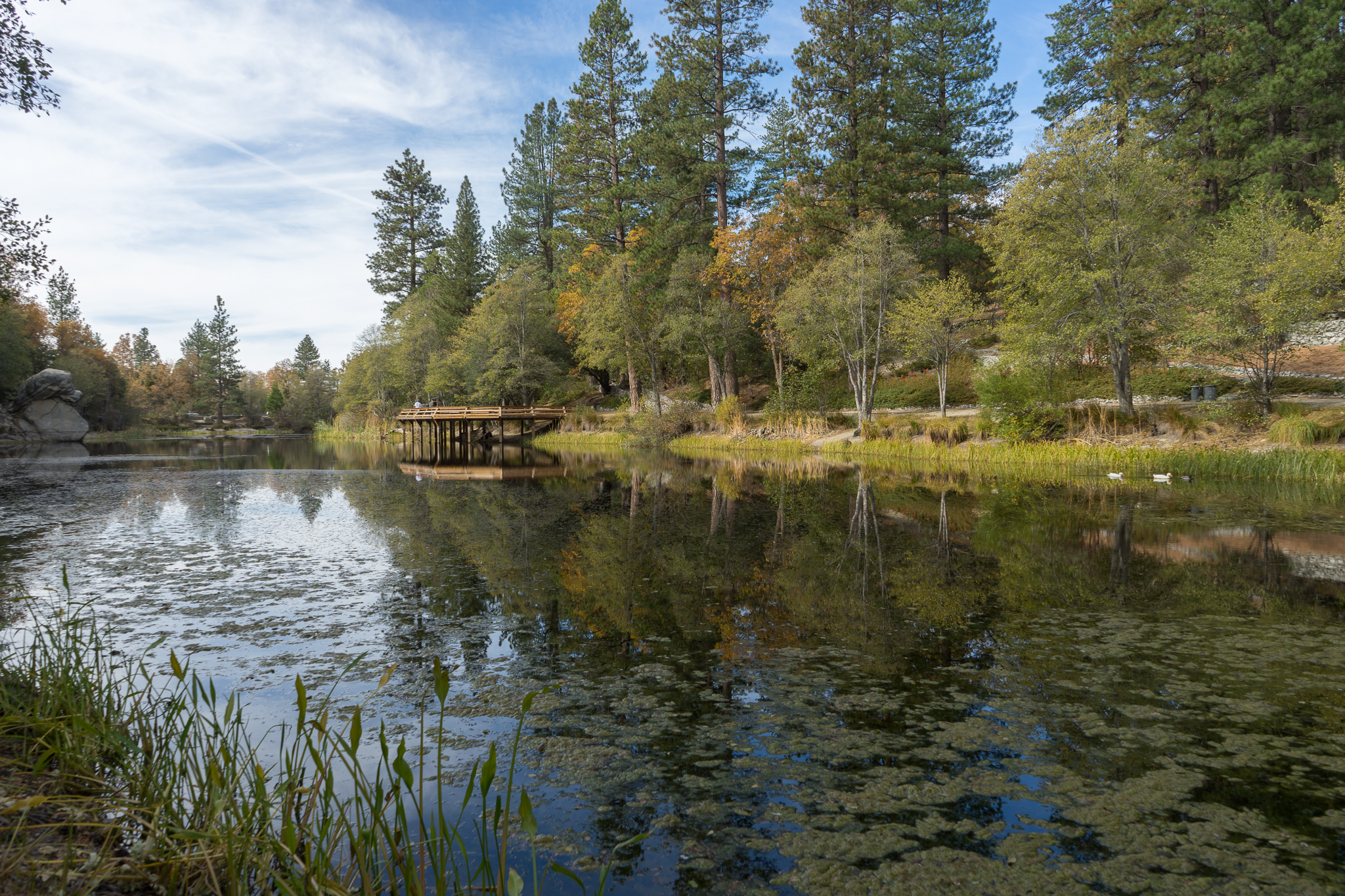
Lake Fulmor, com um pequeno bosque de S. giganteum (topo central).

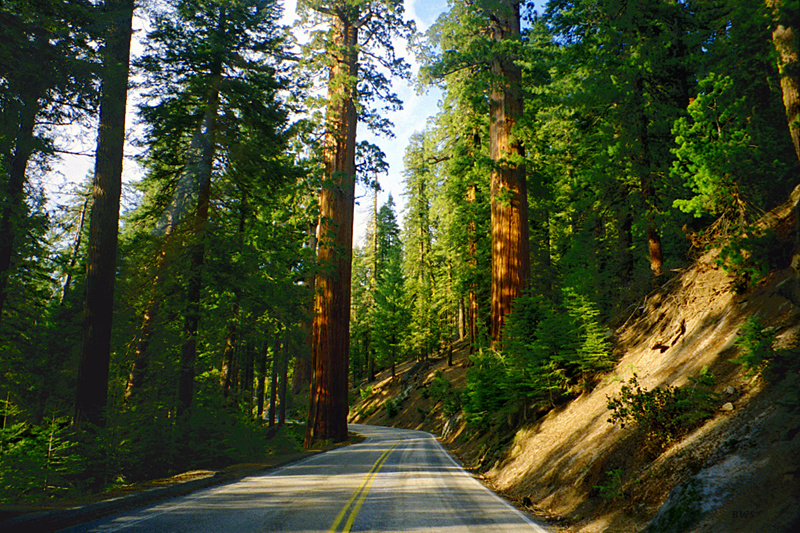
A estrada conhecida por Generals Highway passa entre sequoias-gigantes no Sequoia National Park.

Sequoiadendron giganteum é a única espécie extante do género Sequoiadendron da subfamília Sequoioideae da  família Cupressaceae. A espécie é conhecida pelos nomes comuns de sequoia-gigante ou árvore-mamute (John Muir chamava-lhe apenas «the big tree»; «a grande árvore»), já que entre os seus espécimes estão as árvores com maior volume e peso presentemente existentes na Terra. A espécie tem distribuição natural restrita a matas situadas nas encostas oeste das montanhas da Sierra Nevada da Califórnia.

## Descrição
O nome comum sequoia é geralmente aplicado às espécies Sequoiadendron giganteum e às restantes espécies de coníferas da subfamília Sequoioideae da família Cupressaceae, nomeadamente Sequoia sempervirens (sequoia-costeira) e Metasequoia glyptostroboides.
A etimologia do nome genérico foi presumida, inicialmente na obra The Yosemite Book da autoria de Josiah Whitney, publicada em 1868, como sendo uma homenagem a Sequoyah (1767-1843), o inventor do silabário Cherokee. Um estudo etimológico publicado em 2012 concluiu que austríaco Stephen L. Endlicher é realmente responsável pelo nome. Linguista e botânico, Endlicher correspondia-se com especialistas na língua cherokee, incluindo Sequoyah, personalidade que admirava. Endlicher também percebeu que coincidentemente o género poderia ser descrito em latim como sequi (que significa seguir) porque o número de sementes por cone no género recém-classificado alinhado em sequência numérica com os restantes quatro géneros que então integravam a subordem. Endlicher cunhou o nome Sequoia como uma descrição do género da árvore e uma homenagem ao homem indígena que admirava.
Alguns espécimes de sequoia-gigante são as árvores mais massivas do mundo. Estas árvores crescem até uma altura média de 50-85 m, com diâmetros de tronco à altura do peito que variam de 6-8 m. Foram medidas algumas árvores especialmente altas, tendo uma delas atingido os 94,8 m de altura. Têm sido apontados diâmetros do tronco de até 17 m, mas os dados parecem ter sido obtidos a partir de citações pouco credíveis por estarem fora do contexto. O espécime conhecido por ter o maior diâmetro à altura do peito é a árvore conhecida por General Grant, com 8,8 m, mas medidas recordes de sequoias como 115 metros de altura e 18 metros de diâmetro já foram reportadas. Entre 2014 e 2016 foi noticiado que teriam sido localizados espécimes de Sequoia sempervirens com diâmetros de tronco maiores do que todas as sequoias gigantes conhecidas, mas essa informação não foi verificada de forma independente ou afirmado em qualquer literatura académica. Os troncos das sequoias-costeiras afilam-se em alturas mais baixas do que os das sequoias-gigantes, que têm troncos colunares que mantêm grandes diâmetros até maior altura.
A sequoia-gigante mais idosa que se conhece tem 3 200-3 266 anos, idade determinada com base na dendrocronologia. As sequoias-gigantes estão entre os organismos vivos com maior longevidade que se conhecem na Terra.
A casca da sequoia-gigante é fibrosa, enrugada e pode ter até 90 cm de espessura na base do tronco colunar. A seiva contém ácido tânico, composto que fornece proteção significativa contra danos infligidos pelo fogo. As folhas são perenes, em formato de agulha, com 3-6 mm de comprimento e dispostos em espiral nos ramos (filotaxia espiralada).
A sequoia-gigante regenera por sementes que se formam nos típicos cones característicos das coníferas. Os cones femininos apresentam 4-7 cm de comprimento, maturando 18–20 meses após a fecundação, embora normalmente permaneçam verdes e fechados por períodos que podem atingir os 20 anos. Cada cone tem de 30 a 50 escamas dispostas em espiral, com várias sementes em cada escama, o que leva a uma média de 230 sementes por cone. As sementes são castanho-escuras, com 4-5 mm de comprimento e 1 mm de largura, com uma asa alargada, com 1 mm de largura, com laivos amarelo-acastanhados ao longo de cada lado. Algumas sementes são libertadas quando as escamas do cone encolhem durante períodos de tempo quente e seco no final do verão, mas a maioria é libertada por danos mecânicos causados por insetos ou quando o cone seca com o calor de um incêndio florestal. Árvores jovens começam a produzir cones após os 12 anos de idade.
Até cerca dos 20 anos de idade, as árvores podem produzir rebentos a partir dos cepos após uma lesão, mas a partir dessa idade os rebentos não se formam nos cepos de árvores maduras como ocorre nas sequoias-costeiras. Sequoias-gigantes de todas as idades podem brotar do seu fuste quando os ramos são perdidos pelo fogo ou por quebra devido a tempestade.
Uma grande árvore pode ter até 11 000 cones presentes na sua ramagem. A produção de cones é maior na parte superior da copa. Uma sequoia-gigante madura dispersa cerca de 300-400 mil sementes anualmente. As sementes aladas podem voar até 180 m da árvore progenitora.
Os ramos mais baixos morrem rapidamente quando sombreados, mas as árvores com menos de 100 anos retêm a maior parte de seus ramos mortos. Os troncos das árvores maduras nos bosques geralmente não têm ramos até uma altura de 20-50 m, mas as árvores solitárias retêm ramos mais baixos.
Por causa de seu tamanho, a árvore foi estudada para determinar a sua capacidade de extrair água do solo. A água absorvida pelas raízes pode ser empurrada apenas alguns metros por pressão osmótica, mas pode atingir alturas extremas devido às grandes pressões negativas geradas no xilema da árvore (os túbulos de água) e a subpressão da evaporação da água nas folhas. As sequoias suplementam a água extraída do solo com captação de névoas, cujas gotículas são absorvidas por raízes aéreas alimentando ramos situados em alturas para além do nível até onde a água da raiz pode ser puxada.

## Distribuição
A distribuição natural da espécie S. giganteum é restrita a uma área limitada ao oeste da Sierra Nevada da Califórnia, onde ocorre em bosques dispersos, com um total de 68 bosques, compreendendo uma área total de apenas 144,16 km2. Em nenhum lugar da sua área de distribuição a espécie ocorre em povoamentos puros, embora em algumas pequenas áreas os povoamentos se aproximem de uma condição pura. Os dois terços do norte da  sua distribuição, do American River em Placer County ao sul até ao Kings River, tem apenas oito bosques disjuntos. Os bosques do sul restantes estão concentrados entre o Rio Kings e o Bosque de Deer Creek no sul de Tulare County. Os bosques variam em tamanho de 12,4 km2, com 20 000 árvores maduras, a pequenos bosques com apenas seis árvores vivas. Muitos são protegidos no Sequoia National Park, no Kings Canyon National Park e no Giant Sequoia National Monument.
A sequoia-gigante é geralmente encontrada em áreas de clima húmido, caracterizado por verões secos e invernos nivosos. A maioria dos bosques de sequoias-gigantes estão em solos residuais e aluviais de base granítica. A altitude dos bosques de sequoia-gigante geralmente varia de 1400-2000 m no norte a 1700-2150 m para o sul. As sequoias-gigantes geralmente ocorrem nas faces voltadas para o sul das montanhas do norte e nas faces voltadas a norte das encostas mais a sul.
Altos níveis de reprodução não são necessários para manter os atuais níveis populacionais. Poucos bosques, no entanto, têm árvores jovens o suficiente para manter a densidade atual de sequoias-gigantes maduras para o futuro. A maioria dos bosques de sequoias-gigantes estão atualmente atravessando um período de declínio gradual em densidade desde a colonização europeia.
Embora a distribuição atual desta espécie seja limitada a uma pequena área da Califórnia, A espécie já foi muito mais amplamente distribuída nos tempos pré-históricos e foi uma espécie razoavelmente comum nas florestas de coníferas da América do Norte e da Eurásia até que a sua distribuição foi bastante reduzida pela última glaciação. Espécimes fósseis mais antigos identificados de forma confiável como sequoia-gigante foram encontrados em sedimentos da era Cretácea em vários locais da América do Norte e da Europa, e até mesmo em lugares distantes como a Nova Zelândia e Austrália.
Em 1974, um grupo de sequoias-gigantes foi plantado pelo Serviço Florestal dos Estados Unidos nas Montanhas San Jacinto do Sul da Califórnia logo após um incêndio florestal que deixou a paisagem árida. As sequoias-gigantes foram redescobertas em 2008 pelo botânico Rudolf Schmid e sua filha Mena Schmidt durante uma caminhada no Black Mountain Trail através do Hall Canyon, constatndo que o agora designado Black Mountain Grove alberga mais de 150 sequoias-gigantes, algumas das quais com mais de 6,1 m de altura. Este bosque não deve ser confundido com o Black Mountain Grove na região sul da Sierra Nevada. O Lake Fulmor Grove, situado nas proximidades, alberga sete sequoias gigantes, a maior das quais tem 20 m de altura. Os dois bosques estão localizados a aproximadamente 282 km a sudeste do bosque de sequoias-gigantes que ocorre naturalmente mais ao sul, conhecido por Deer Creek Grove.
Mais tarde, foi descoberto que o Serviço Florestal dos Estados Unidos havia plantado sequoias-gigantes em todo o sul da Califórnia. No entanto, as sequoias-gigantes de Black Mountain Grove e das proximidades do lago Fulmor são as únicas que se conhece estarem a reproduzir-se propagar-se sem intervenção humana. As condições das Montanhas San Jacinto são similares às da Sierra Nevada, permitindo que as árvores se propaguem naturalmente por todo o vale.

## Ecologia
As sequoias-gigantes estão, de muitas maneiras, adaptadas aos incêndios florestais. A sua casca é excecionalmente resistente ao fogo e os seus cones normalmente abrem imediatamente após um incêndio. Essa adaptação aos fogos leva a que as sequoias-gigantes tenham presentemente dificuldade em se reproduzir no seu habitat original (e muito raramente se reproduzem no cultivo) já que a ausência de fogos não permite que as sementes germinem e sejam capazes de crescer com sucesso a pleno sol em solos ricos em minerais e livres de vegetação concorrente. Embora as sementes possam germinar na primavera sobre o húmus de agulhas húmidas, as plântulas resultantes morrem à medida que o substrato seca no verão. Para uma reprodução com sucesso, a espécie exige incêndios florestais periódicos para limpar a vegetação concorrente e o húmus do solo antes que a regeneração bem-sucedida possa ocorrer. Sem o fogo, as espécies ciófitas que crescem à sombra das árvores adultas não permitem o desenvolvimento dos espécimes juvenis de sequoia, e em geral nem mesmo as sementes de sequoia germinam.
Quando totalmente crescidas, as árvores normalmente requerem grande quantidade de água e, portanto, muitas vezes se concentram perto de riachos. Várias espécies de esquilos e aves como os tentilhões e pardais consomem as plântulas recém-germinadas, impedindo seu crescimento.
Os fogos florestais também trazem ar quente para o alto da copa pela convecção gerada, que por sua vez seca e abre os cones. A subsequente libertação de grandes quantidades de sementes coincide com as condições ideais de sementeira pós-fogo. As cinzas soltas também podem atuar como uma cobertura que protege as sementes caídas a fase inicial de germinação dos danos causados pela radiação ultravioleta que resultariam de uma exposição irrestrita ao sol.
Devido aos esforços de supressão de incêndios e ao pastoreio por gados que ocorreram desde o início a meados do século XX, os incêndios de baixa intensidade deixaram de ocorrer naturalmente em muitos bosques e ainda hoje não ocorrem em algumas florestas. A supressão de incêndios leva à acumulação de combustível no solo e ao crescimento denso de Abies concolor (abeto-do-colorado) sensível ao fogo, o que aumenta o risco de incêndios mais intensos que podem usar os abetos como escada para ameaçar as copas das sequoias-gigantes maduras. Os incêndios naturais também podem ser importantes para manter controladas as populações de formigas do género Camponotus.
Em 1970, o National Park Service começou a queimar de forma controlada os bosques sob sua gestão para corrigir esses problemas. As políticas atuais também permitem a queima por fogos naturais em vez de proceder à sua imediata supressão. Uma dessas queimas selvagens danificou severamente a segunda maior árvore do mundo, a árvore de Washington (Washington tree), em setembro de 2003, 45 dias após o início do incêndio. Esse dano debilitou a árvore, impedindo-a de resistir à tempestade de neve de janeiro de 2005, levando ao colapso de mais da metade do tronco.
Além do fogo, dois agentes animais também auxiliam na liberação das sementes da sequoia-gigante. O mais significativo dos dois é o coleóptero Phymatodes nitidus que põe ovos nos cones, nos quais as larvas fazem buracos ao eclodir, os quais leva à redução do suprimento de água vascular para as escamas dos cones, permitindo que os cones sequem e abram para que as sementes caiam. Os cones danificados pelos coleópteros durante o verão abrem lentamente nos meses seguintes. Algumas pesquisas indicam que muitos cones, especialmente os mais altos nas copas, podem precisar de ser parcialmente secos por danos daqueles insetos antes que o fogo os possa abrir totalmente. O outro agente é o esquilo da espécie Tamiasciurus douglasi que ao roer as escamas verdes carnudas dos cones mais jovens leva a que os cones danificados sequem e abram. Os esquilos estão ativos o ano todo e algumas sementes são libertadas e deixadas cair quando o cone é comido.

## Taxonomia e sistemática

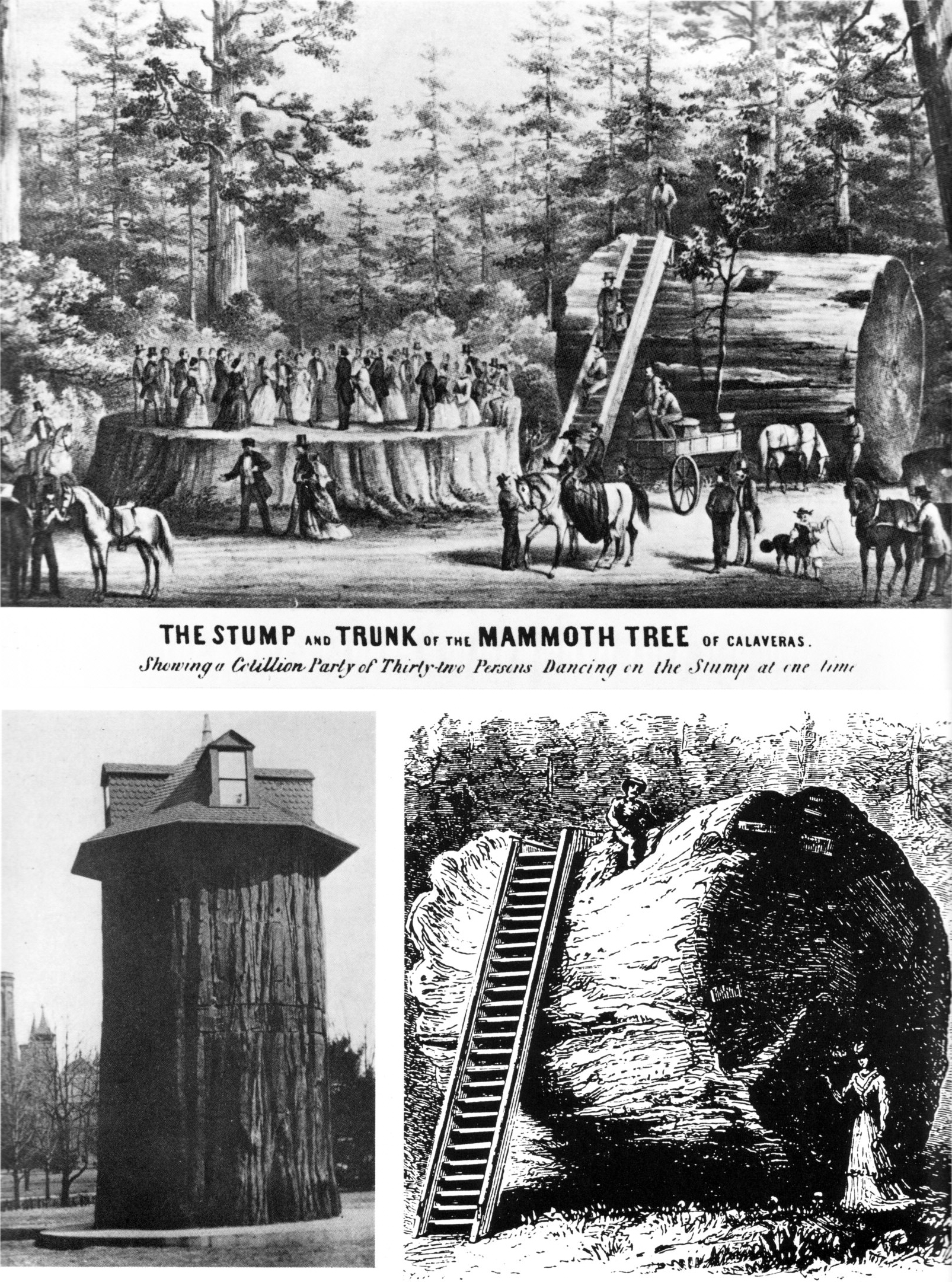
Pouco depois de descobertas pelos europeus, as sequoias-gigantes foram objeto de muitas exposições.

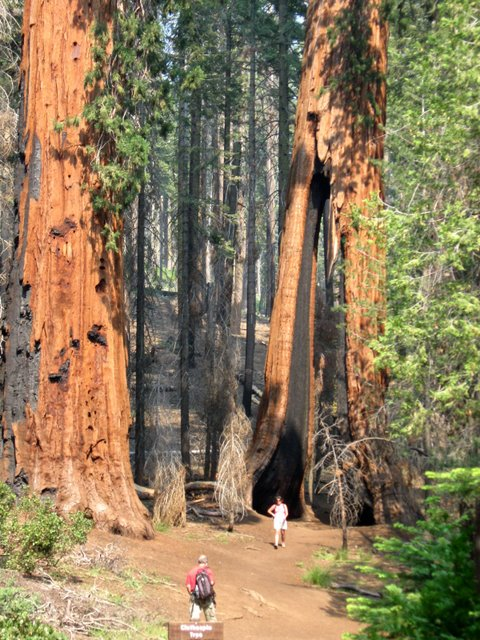
A Clothespin tree no Mariposa Grove, Yosemite National Park.

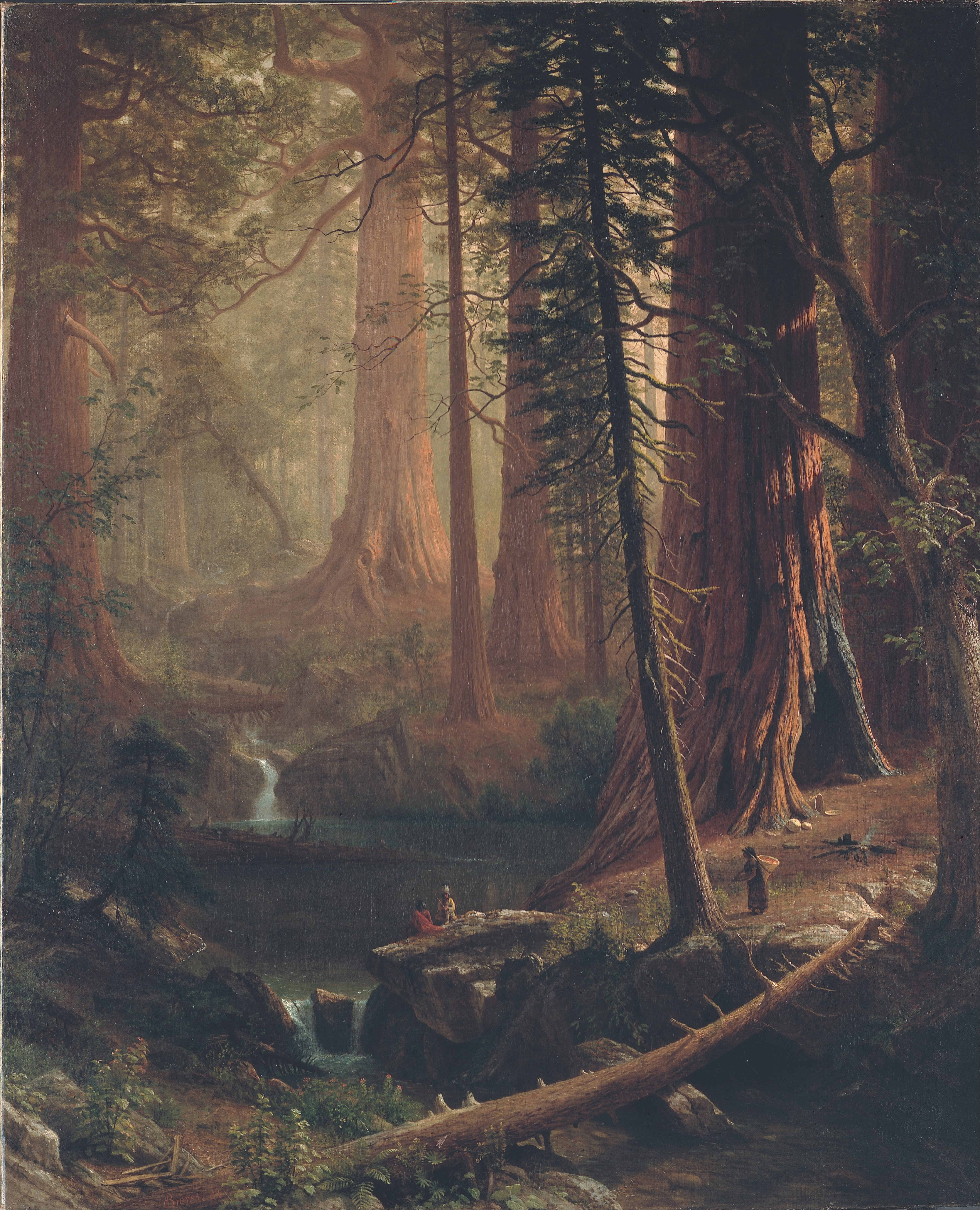
"Giant Redwood Trees of California", obra de Albert Bierstadt, um óleo sobre tela pintado em 1874, pertencente à colecção do Berkshire Museum de Massachusetts.

A sequoia-gigante era bem conhecida pelas tribos ameríndias que viviam na região de distribuição natural. Os nomes nativos para as espécies incluem wawona, toos-pung-ish e hea-mi-withic, os dois últimos na língua da tribo do rio Tule.
A primeira referência conhecida à sequoia-gigante por europeus foi encontrada no diário do explorador J. K. Leonard, escrito em 1833. A referência não menciona nenhuma localidade específica, mas a sua rota teria atravessada a região que hoje é o Parque Estadual das Grandes Árvores de Calaveras (o Calaveras Big Trees State Park ou Calaveras Grove). A observação de Leonard não foi divulgada. O próximo europeu que se sabe ter mencionado a espécie foi John M. Wooster, que gravou as suas iniciais na casca da árvore hoje conhecida como Hércules no Bosque de Calaveras em 1850. Tal como a anterior, esta observação não recebeu publicidade. A publicidade apenas surgiu com a descoberta por Augustus T. Dowd do Bosque de Calaveras em 1852, sendo por isso esse evento comumente citado como a descoberta da espécie por não-nativos. A árvore encontrada por Dowd, baptizado como Árvore da Descoberta (Discovery Tree), foi abatida em 1853.
A primeira denominação científica da espécie foi proposta por John Lindley em dezembro de 1853, que lhe atribuiu o binome Wellingtonia gigantea, sem perceber que era um nome inválido à luz do Código Internacional de Nomenclatura Botânica pois o nome genérico Wellingtonia já havia sido usado anteriormente para outra planta não relacionada (a Wellingtonia arnottiana na família Sabiaceae). Apesar disso, o nome "Wellingtonia" persistiu no Reino Unido como um nome comum. No ano seguinte, Joseph Decaisne transferiu-o para o mesmo género da sequoia-costeira, renomeando a espécie como Sequoia gigantea, mas novamente o nome foi considerado inválido pois havia sido aplicado anteriormente (em 1847, por Stephan Ladislaus Endlicher) à sequoia-costeira. O nome Washingtonia californica também foi aplicado à espécie por Charles Frederick Winslow em 1854, embora também inválido já que a colocava num género da família Arecaceae  (as palmeiras do género Washingtonia).
Em 1907, a espécie foi colocada por Carl Ernst Otto Kuntze no género fóssil Steinhauera, mas há dúvidas que a sequoia-gigante esteja relacionada com o fóssil originalmente assim denominado, o que torna este nome inválido.
As omissões nomenclaturais foram finalmente corrigidas em 1939 por John Theodore Buchholz, que também determinou que a sequoia-gigante é distinta da sequoia-costeira ao nível taxonómico de género e cunhou o nome Sequoiadendron giganteum para a espécie.
A etimologia do nome do género foi presumida inicialmente em The Yosemite Book, obra de Josiah Whitney publicada em 1868, como uma homenagem a Sequoyah (1767-1843), o inventor do silabário cherokee. Um estudo etimológico publicado em 2012, no entanto, concluiu que o nome provavelmente tem origem no latim sequi (que significa a seguir), uma vez que o número de sementes por cone no género recém-classificado caiu em sequência matemática com os outros quatro géneros na subordem.
John Muir escreveu sobre a árvore em 1870: 

«Observe o Rei em sua glória, Rei Sequoia! Ver! Ver! parece tudo o que posso dizer. Há algum tempo deixei tudo por Sequoia e estive e estou a seus pés, jejuando e orando por luz, pois não é ele a maior luz do bosque, do mundo? Onde estão essas colunas de sol, tangíveis, acessíveis, terrestrializadas?»

## Usos
A madeira das sequoias-gigantes maduras é altamente resistente à decomposição, mas por ser fibrosa e quebradiça, geralmente é inadequada para uso em construção civil ou marcenaria. De 1880 a 1920, a exploração madeireira ocorreu em muitos bosques, apesar dos retornos comerciais serem marginais. A Hume-Bennett Lumber Company foi a última a cortar sequoia-gigante, fechando as portas em 1924. Devido ao seu peso e fragilidade, as árvores muitas vezes estilhaçavam-se ao atingir o solo, desperdiçando grande parte da madeira. Os madeireiros tentaram amortecer o impacto cavando trincheiras e enchendo-as de ramagens. Ainda assim, estima-se que apenas 50% da madeira tenha chegado dos bosques à fábrica. A madeira era usada principalmente para revestimentos (shingles) e postes de cerca, ou mesmo para palitos de fósforo.
Imagens das árvores outrora majestosas quebradas e abandonadas em bosques antes intocados, e a ideia dos gigantes desperdiçados em um uso tão modesto, estimularam o clamor público que fez com que a maioria dos bosques fossem preservados como terras protegidas. O público pode visitar um exemplo de corte raso de 1880 em Big Stump Grove, próximo a General Grant Grove. Ainda na década de 1980, algumas árvores imaturas foram derrubadas na Floresta Nacional da Sequoia, cuja publicidade ajudou a criar o Monumento Nacional da Sequoia Gigante (Giant Sequoia National Monument).
A madeira de árvores imaturas é menos quebradiça, com testes recentes em árvores jovens cultivadas em plantações mostrando que a sua madeira tem qualidade semelhante à madeira de sequoia-costeira. Desse conhecimento resultou em algum interesse no cultivo de sequoia-gigante como árvore silvícola de alto rendimento para produção de madeira, tanto na Califórnia quanto em partes da Europa Ocidental, onde pode crescer com mais eficiência do que as sequoias-costeiras.
No noroeste dos Estados Unidos, alguns empresários também começaram a cultivar sequoias-gigantes para produção de árvore de Natal. Além dessas tentativas de cultivo de árvores, os principais usos económicos da sequoia-gigante hoje são turismo e o paisagismo, sendo muito apreciada por ser considerada um fóssil vivo (daí o nome de árvore-mamute).

## Cultivo
A sequoia-gigante é uma árvore ornamental muito popular em muitas regiões temperadas. É cultivada com sucesso na maior parte do oeste e sul da Europa, no noroeste da costa do Pacífico da América do Norte (do norte a sudoeste British Columbia), no sul dos Estados Unidos, sudeste da Austrália, Nova Zelândia e centro-sul do Chile. Também é cultivado, embora com menos sucesso, em partes do leste da América do Norte.
As árvores podem suportar temperaturas de −31 °C ou mais frias por curtos períodos de tempo, desde que o solo ao redor das raízes esteja isolado com neve pesada ou cobertura morta. Fora de sua área natural, a folhagem pode sofrer queimaduras causadas pelo vento.
Uma ampla gama de cultivares tem vindo a ser seleccionada, especialmente na Europa, incluindo folhagem com coloração azulada, fuste compacto, fuste pêndulo e cultivares destinados a enxertia.
França

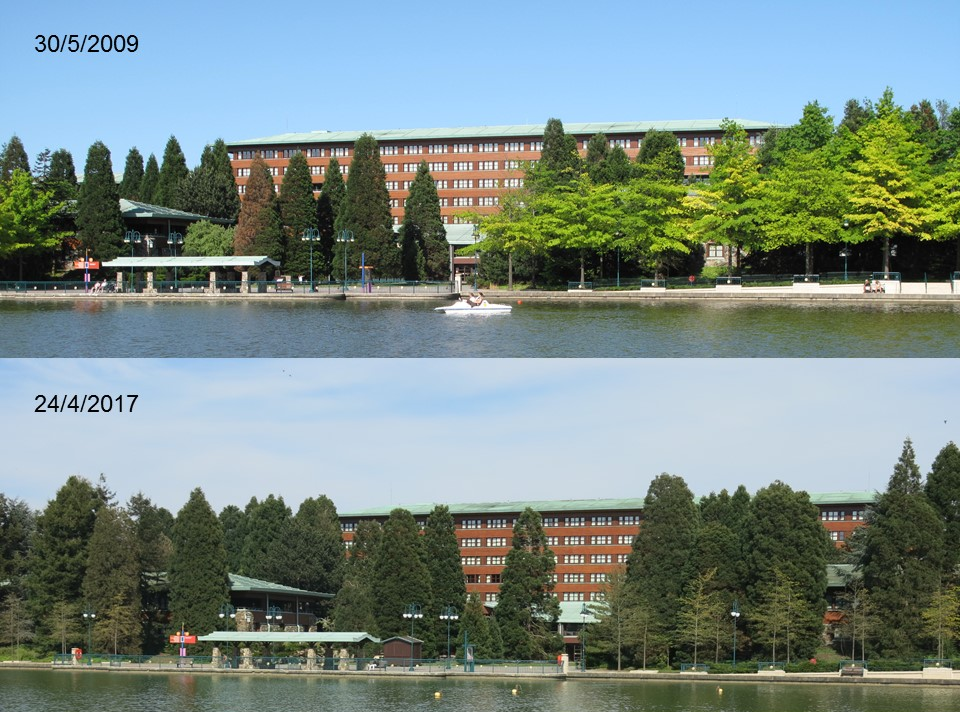
Sequoias no Eurodisney (arredores de Paris) em 2009 e 2017.

A sequoia-gigante mais alta já medida fora dos Estados Unidos é um espécime plantado perto de Ribeauvillé em França, no ano de 1856, que quando medido em 2014 apresentava uma altura entre 57,7 m e 58,1 m aos 158 anos de idade.
Brasil
Tem sido plantada no Brasil para fins ornamentais e de adaptação da espécie, já que em seu lugar de origem vem sendo destruída.
Portugal
Em Portugal existem alguns exemplares classificados como de Interesse Público:
- Guarda, Parque da Saúde
- Sabugal, Jardim do Museu e Auditório do Sabugal
- Cernache do Bonjardim, Piscina Municipal
- Guarda, Quinta do Alarcão
- Tabuaço, Quinta do Hospital
- Mata do Bussaco, Bussaco
- Açores, Povoação, Furnas, Mata de José do Canto

Reino Unido

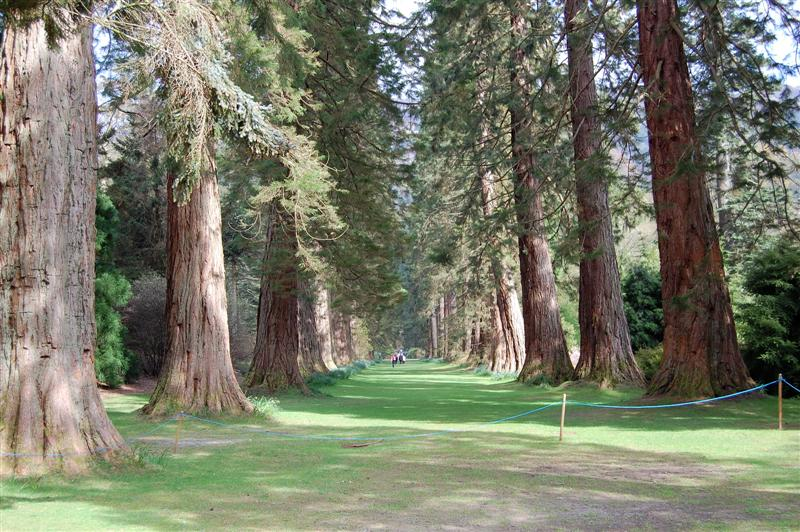
A conhecida alameda de sequoias-gigantes plantada em 1863 no Benmore Botanic Garden, Escócia. As árvores têm mais de 50 m de altura.

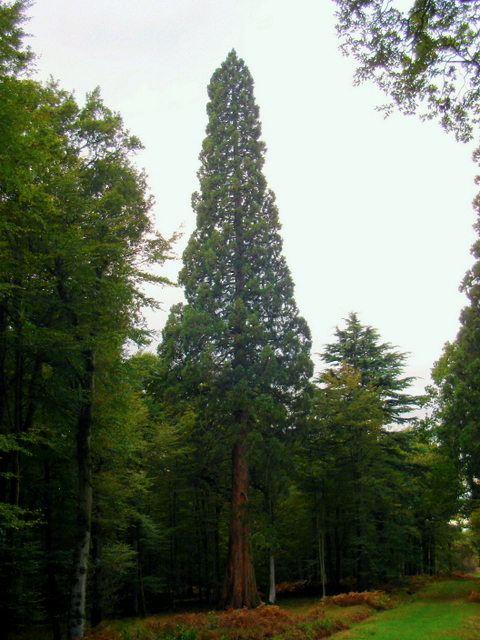
Sequoiadendron giganteum na New Forest, Hampshire, England, um dos espécimes mais altos do Reino Unido com 52,73 m de altura.

A sequoia-gigante foi cultivada pela primeira vez na Grã-Bretanha em 1853 pelo horticultor Patrick Matthew, de Perthshire, a partir de sementes enviadas pelo seu filho John Matthew, que ao tempo eran colector e botânico na Califórnia. Uma remessa muito maior de sementes recolhidas por William Lobb na região do actual Calaveras Big Trees State Park, por encomenda da Veitch Nursery, um estabelecimento localizado próxima a Exeter, chegou à Inglaterra em dezembro de 1853. Sementes deste lote foram amplamente distribuídas por toda a Europa.
O crescimento na Grã-Bretanha é muito rápido, com a árvore mais alta, no Benmore Botanic Garden situado no sudoeste da Escócia, com um espécime a atingir os 56,4 m de altura em 2014, aos 150 anos de idade, e vários outros com 50-53 m de altura. O espécime mais robusto tem cerca de 12 m de circunferência e 4 m de diâmetro, em Perthshire. Os Royal Botanic Gardens de Kew, em Londres, também contém um grande espécime. O jardim de Biddulph Grange, em Staffordshire, mantém uma bela coleção de Sequoiadendron giganteum e de Sequoia sempervirens (sequoia-da-costa). Contudo, a árvore conhecida por General Sherman, da Califórnia, tem um volume de 1489 m3 e, a título de comparação, as maiores sequoias-gigantes da Grã-Bretanha têm volumes não superiores a 90-100 m3, sendo um exemplo os 90 m3 do espécime que existe na New Forest.
Sequoiadendron giganteum ganhou um Award of Garden Merit da Royal Horticultural Society.
Uma alameda com 218 sequoias-gigantes foi plantada em 1865 perto da cidade de Camberley, Surrey, na Inglaterra. As árvores foram cercadas por um desenvolvimento imobiliário moderno.